# Pseudoleptaleus dentatus
Pseudoleptaleus dentatus là một loài bọ cánh cứng trong họ Anthicidae. Loài này được Dajoz miêu tả khoa học năm 1980.